# Lisístrata (ópera)
Lisístrata, o La diosa desnuda (título original en inglés: Lysistrata, or The Nude Goddess) es una ópera en dos actos con música de Mark Adamo. La obra se basa en Lisístrata de Aristófanes (siglo V a. C.. La ópera se estrenó en la Grand Opera de Houston el 4 de marzo de 2005.
En las estadísticas de Operabase aparece con sólo 1 representación en el período 2005-2010, en marzo de 2006 en la New York City Opera.

## Personajes
| Personajes             | Tesitura      | Reparto del estreno, 4 de marzo de 2005 (Director: – Stefan Lano) |
| ---------------------- | ------------- | ----------------------------------------------------------------- |
| Lysistrata (Lysia)     | soprano       | Emily Pulley                                                      |
| Nikias (Nico)          | tenor         | Chad Shelton                                                      |
| Kleonike               | contralto     | Myrna Paris                                                       |
| Myrrhine               | mezzosoprano  | Laquita Mitchell                                                  |
| Lampito                | contralto     | Victoria Livengood                                                |
| Leonidas               | bajo-barítono | Joshua Winograde                                                  |
| Kinesias               | barítono      | Joshua Hopkins                                                    |
| Xanthe/Aphrodite       | soprano       | Marjorie Owens                                                    |
| Sappho                 | mezzosoprano  | Jennifer Root                                                     |
| Charito/Tisiphone      | soprano       | Heidi Stober                                                      |
| Dika/Alecto            | soprano       | Susan Holsonbake                                                  |
| Arete/Megaera          | mezzosoprano  | Fiona Murphy                                                      |
| Bion/Primer viejales   | barítono      | Daniel Cilli                                                      |
| Maron/Ares             | tenor         | Nicholas Phan                                                     |
| Alpheus                | tenor         | Arturo Chacón-Cruz                                                |
| Philo/Segundo viejales | bajo-barítono | Nikolay Didenko                                                   |
| Meleagros              | tenor         | Norman Reinhardt                                                  |